# De cerca (programa de televisión)
De cerca fue un programa español de televisión, emitido por La 1 de TVE entre 1980 y 1981, dirigido y presentado por Jesús Hermida con realización de Luis Tomás Melgar.

## Formato
Se trataba de un programa de entrevistas a personajes célebres del mundo de la cultura, el arte, la música, la política, la literatura o la interpretación, en la que a través del reconocido carisma del conductor, el periodista Jesús Hermida, se pretendía hacer un retrato del entrevistado que fuera más allá de un repaso a su trayectoria profesional, se abordaran cuestiones de orden más personal.
Jesús Hermida se mantuvo en el programa hasta el 27 de junio de 1981. Desde entonces, se modificó el formato, de forma que cada semana cambiaba el entrevistador, que a su vez era el entrevistado de la semana previa. En esta etapa el espacio se subtituló Diálogos para la sobremesa.

## Personajes entrevistados (parcial)

### Primera etapa
- Clara Isabel Francia, presentadora de televisión (7-1-1980)
- Rocío Jurado, cantante (7-4-1980)
- Rosa Montero, periodista y escritora (26-4-1980)
- Miguel Bosé, cantante (3-5-1980)
- Antonio Mingote, dibujante (31-5-1980)
- Fernando Díaz-Plaja, escritor (28-9-1980)
- Emilio Romero, periodista (11-10-1980)
- Nuria Espert, actriz (18-10-1980)
- Narciso Ibáñez Serrador, guionista y director de televisión (25-10-1980)
- Fernando Rey, actor (1-11-1980)
- Francisco Umbral, escritor (17-11-1980)
- Ana Belén, cantante y actriz (24-11-1980)
- María Jiménez, cantante (8-12-1980)
- Pilar Miró, directora de cine y televisión (19-1-1981)
- Fernando Vizcaíno Casas, escritor (24-1-1981)
- Paloma San Basilio, cantante (2-2-1981)
- Gloria Fuertes, escritora (16-2-1981)
- Francisco Rabal, actor (23-2-1981)
- Mari Cruz Soriano, presentadora de televisión (2-3-1981)
- Manuel Fraga, político (9-3-1981)
- Faustino Cordón, científico (15-3-1981)
- Antonio Gala, escritor (29-3-1981)
- Mari Carmen y sus muñecos, ventrílocua (6-4-1981)
- Vicente Enrique y Tarancón, religioso (13-4-1981)
- Lola Flores, cantante (2-5-1981)

### Segunda etapa
- José María de Areilza entrevista a Peridis (4-7-1981)
- Peridis entrevista a Alfonso Guerra (11-7-1981)
- Alfonso Guerra entrevista a Antonio Gala (18-7-1981)
- Luis Rosales entrevista a Francisco Nieva (23-8-1982)
- Francisco Nieva entrevista a Berta Riaza (23-8-1982)